# Anomia (lenguaje)
Anomia (haplología de "*an-onomía" y del griego ὄνομα ónoma, 'nombre') es un desorden neuropsicológico, caracterizado por la dificultad para recordar los nombres de las cosas.
Anomia es el trastorno del lenguaje que impide llamar a las cosas por su nombre. Es la pérdida parcial o total de la capacidad para evocar los nombres, constituyendo uno de los elementos básicos de los síndromes afásicos. La mayoría de las personas sufre un grado leve o moderado de anomia con la edad, pero puede ser el comienzo de las enfermedades que cursan con demencia.